# Otta Mizera
Otta Mizera, též Otto (29. května 1919, Praha – 21. října 1952, Paříž) byl český surrealistický a kubistický výtvarník, překladatel a publicista.

## Život
Studium reálného gymnázia v Libni ukončil maturitou v roce 1938. Na gymnáziu se seznámil se Zdeňkem Lorencem (1919–1999), dalším členem budoucí surrealistické skupiny Ra. Oba se po maturitě vydali do Francie a společně se přihlásili na Filozofickou fakultu Univerzity Karlovy; zde setrvali necelé tři semestry, do uzavření českých vysokých škol nacisty. V roce 1939 též spolu založili v Libni Divadlo U zelené růže, které však působilo pouze krátkodobě (jedno představení). Po uzavření vysokých škol našel Mizera zaměstnání v Topičově nakladatelství, poté byl knihovníkem. V letech 1940–1942 též navštěvoval tzv. Školu Mánesa, kde ho učil figurální kresbu a portrétování Vladimír Sychra.
Spolupracoval se surrealistickou skupinou Ra (Ludvík Kundera aj.), inicioval vydání jejího sborníku Roztrhané panenky (1942).
Po 2. světové válce se krátce přihlásil na studium architektury, kterého v zimě 1945 zanechal. V roce 1946 navštívil Paříž, v roce 1947 tam odjel znovu a do Československa se už nevrátil. V Paříži se Otta Mizera věnoval pouze výtvarnému umění, ve kterém byl ovlivněn především kubistickým obdobím Pabla Picassa.
Život ukončil sebevraždou.

## Dílo (výběr)

### Knižní vydání
- Roztrhané panenky (cyklostylovaný samizdatový surrealistický sborník, přispěvatelé Josef Istler, Ludvík Kundera, Zdeněk Lorenc (spisovatel), Miroslava Miškovská a Otta Mizera), 1942; sborník je antedatovaný 1937, vyšel v počtu 45 výtisků)
- Ochranné prostředky (druhý ilegální sborník, vytvořený v roce 1944 Janem Řezáčem, Josefem Proškem a Miroslavou Miškovskou)
- A zatím co válka (poválečný sborník skupiny Ra, přispěvatelé Josef Istler, Miloš Koreček, Ludvík Kundera, Bohdan Lacina, Zdeněk Lorenc (spisovatel), Otta Mizera, Jaroslav Puchmertl, Vilém Reichmann, Václav Tikal, Václav Zykmund; V Brně, Rovnost, 1946)
- Můj mozek ve skleněné krychli (básně a jiné texty, výtvarné dílo; k vydání připravil Radim Kopáč, Praha, Concordia, 2006)
- Automatická Madona (antologie skupiny Ra, editor Michal Bauer, příspěvky André Breton, Zdeněk Šel, Ludvík Kundera, Hans Arp, Zdeněk Lorenc, Tristan Tzara, Václav Zykmund, Otta Mizera, Vilém Reichmann, Josef Schnabel, Oldřich Wenzl, Francis Picabia, Christian Morgenstern, Georg Trakl, Guiseppe Ungaretti, Sandro Penna, Alfred Kubin, Franz Kafka, Federico García Lorca, Lydia Cabrera, Paul Éluard, Jean Tardieu, René Tavernier, Langston Hughes, Karel Teige, František Halas; Praha, Akropolis 2012)

### Překlady a publicistika
- Otta Mizera příležitostně překládal francouzskou poezii, např. Paula Éluarda či Salvadora Dalího (Světová literatura 3/1967)[1]

### Ilustrace knih
- Fakir z Benares (autor Mirko Pašek; obálka a ilustrace Otta Mizera; Kladno, Nakladatelství mladých, 1944)

### Výtvarná díla
Některá výtvarná díla Otty Mizery z let 1944 a 1945 jsou v majetku Galerie moderního umění v Hradci Králové, Krajské galerie výtvarného umění ve Zlíně, Alšovy jihočeské galerie v Hluboké nad Vltavou a Galerie umění Karlovy Vary.

## Výstavy (výběr)
- V roce 1946 vystavoval v Grafickém kabinetu v Praze. Dobová kritika charakterizovala výstavu slovy „...není možno vyloučit pochybnost o bezelstnosti všech deformací a rafinovaných naivností...“, ocenila zejména jeho techniku suché jehly[7]
- V dubnu 2015 uspořádala aukční výstavu děl Otty Mizery pražská Galerie Lazarská[8]
- Díla Otty Mizery byla též vystavena na dvacítce společných výstav, zejména v Paříži a Praze[1]